# Епіспадія
Епіспаді́я — вада статевої системи людини — розщеплення частини, чи усієї передньої (дорсальної) стінки сечовипускного каналу. Зустрічається серед хлопчиків у 5 разів частіше ніж серед дівчаток. Форма статевих органів при цьому значно змінюється.
У хлопчиків розрізняють:
- епіспадію головки;
- епіспадію пенісу;
- повну епіспадію

У дівчаток розрізняють:
- кліторальну епіспадію;
- субсимфізарну;
- повну (ретросимфізарну)